# Firmin Eugène Le Dien
Firmin-Eugène Le Dien (17. prosince 1817, Paříž – 28. července 1865, tamtéž) byl francouzský fotograf a jeden z prvních průkopníků fotografie, kteří pracovali v Římě, Neapoli, Pompejích, Amalfi, Salernu a Paestu. Řadí se mezi významné fotografy druhé poloviny 19. století jako například Luigi Sacchi, Calvert Richard Jones, Gustave Le Gray, George Wilson Bridges, Giorgio Sommer nebo Giuseppe Incorpora.
Několik jeho fotografií je ve významné sbírce vévodkyně z Berry.

## Galerie

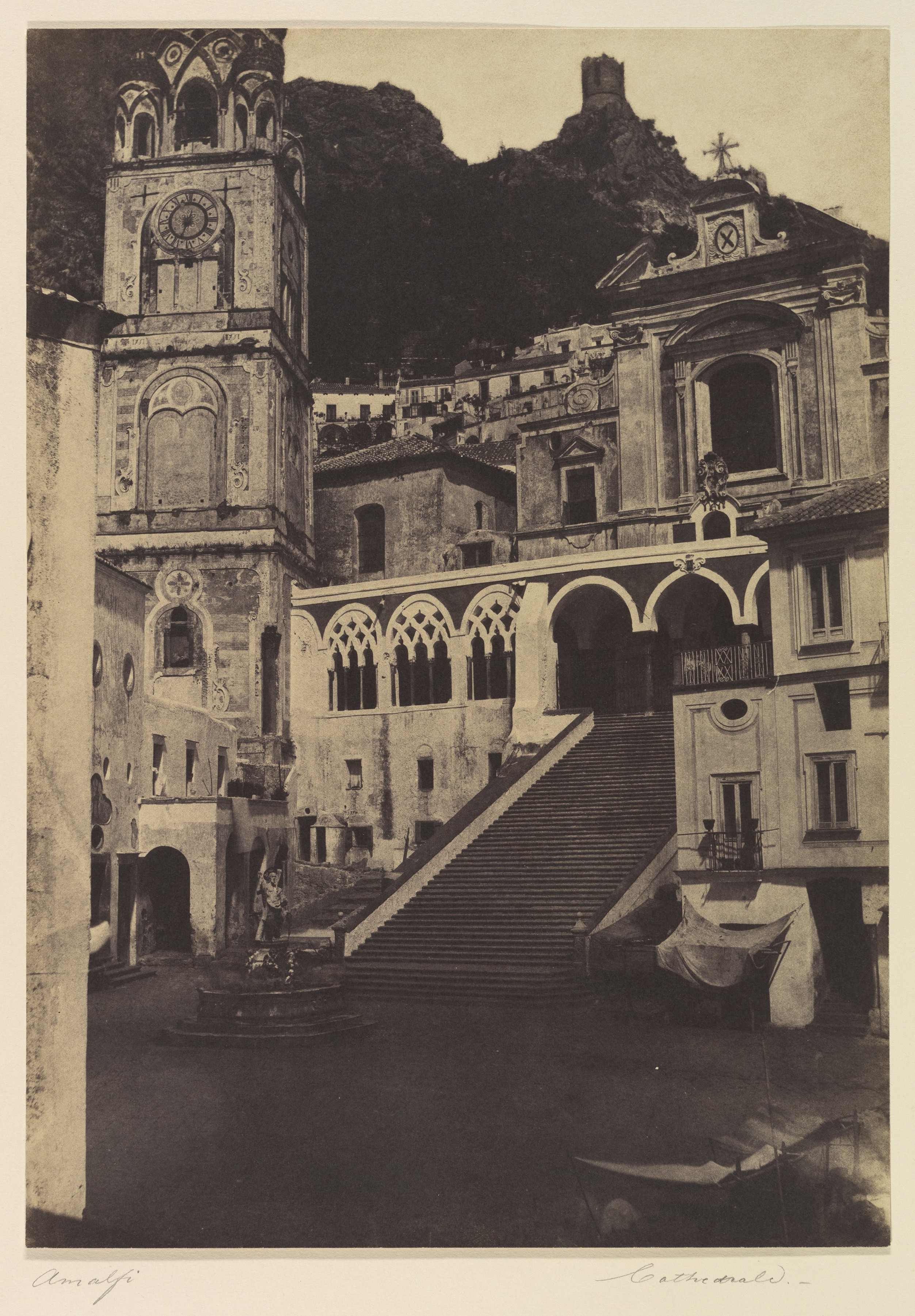
Amalfi, Cathedral
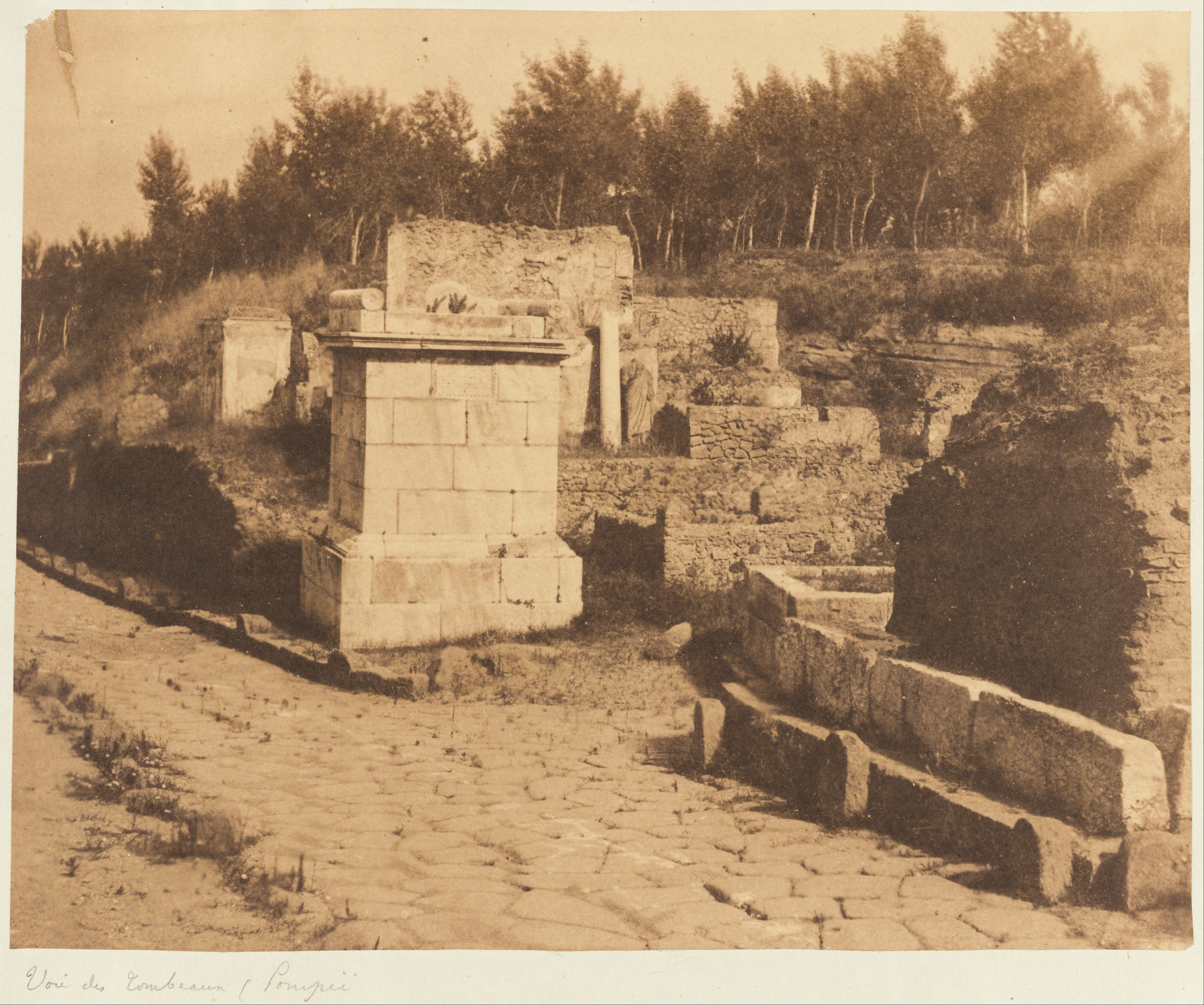
Street of Tombs, Pompeii
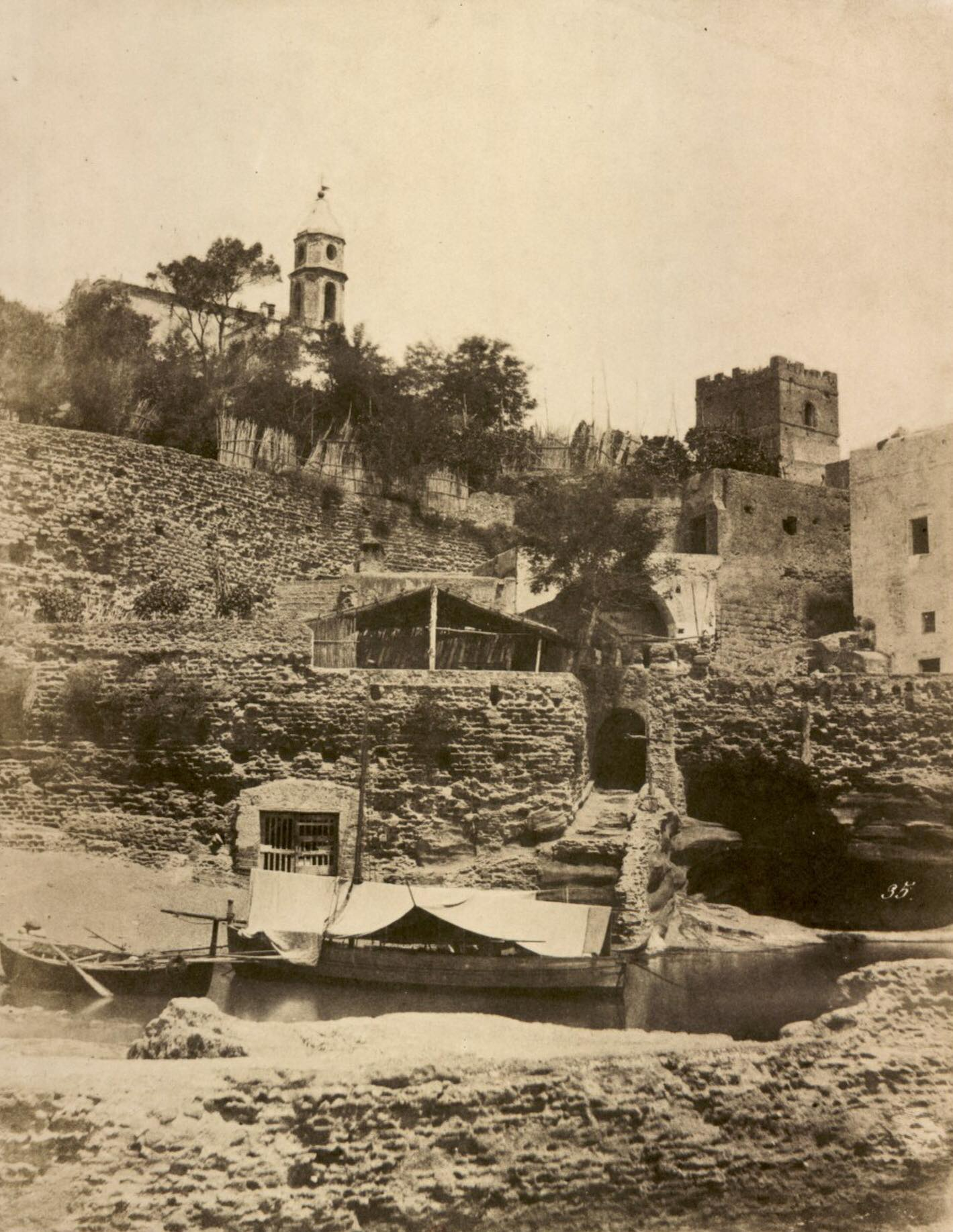
Firmin-Eugène Le Dien - Marechiaro
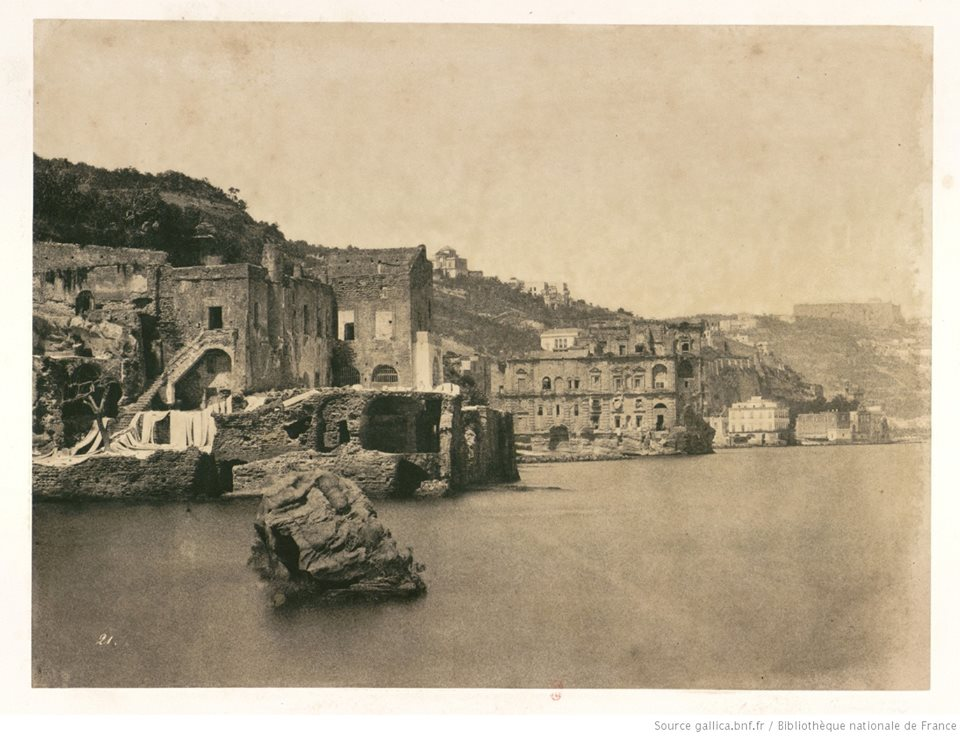
Posillipo e Donn'Anna
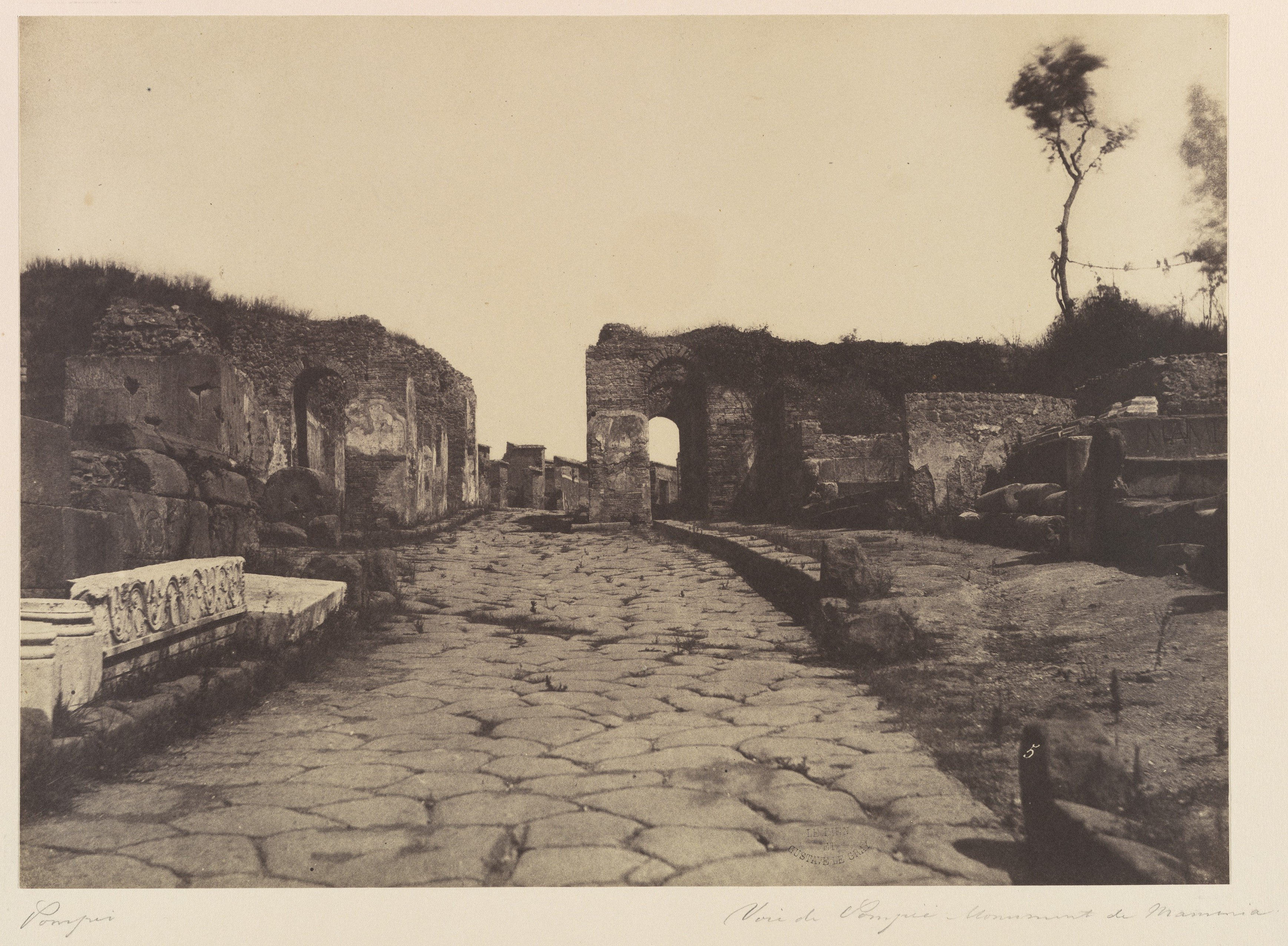
Pompeii, Pompey’s Lane, Tomb Monument of Mamia
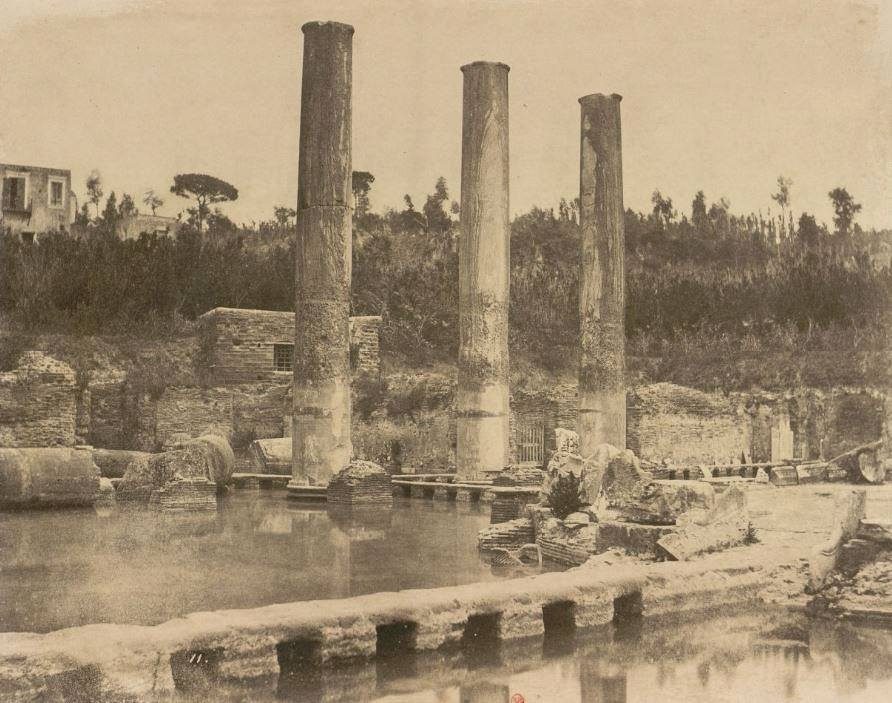
Pozzuoli, Macellum